# حسن حسن يحيى حميد الدين
هو الأمير والشاعر حسن بن حسن بن يحيى حميد الدين. ولد عام 1939 في صنعاء ونشأ وترعرع فيها. اتهمه الأمام أحمد وابن عمه الحسن بن علي بالاشتراك في انقلاب 1955 مما دفعه للخروج إلى مصر. انضم إلى محمد محمود الزبيري في القاهرة. عاد بعد ذلك إلى صنعاء حتى قيام ثورة 26 سبتمبر فغادر اليمن والتحق بأبيه الحسن بن يحيى حميد الدين. له محاولات في الشعر اشتهر بعضها تلك التي غناها أحمد محمد السنيدار في الخمسينيات.